# Gengszterzsaruk: Pantera
A Gengszterzsaruk: Pantera (eredeti cím: Den of Thieves 2: Pantera) 2025-ben bemutatott amerikai bűnügyi akciófilm, amelyet Christian Gudegast rendezett és írt. A 2018-as Gengszterzsaruk című film folytatása. A főbb szerepekben Gerard Butler, O’Shea Jackson Jr., Evin Ahmad, Salvatore Esposito, Meadow Williams és Swen Temmel látható.
Amerikában 2025. január 10-én, míg Magyarországon 2025. január 9-én mutatták be a mozikban.

## Cselekmény
Nagy Nick ezúttal Európában folytatja a hajszát Donnie után, aki a veszélyes gyémántrablók világába keveredett. Donnie kapcsolatba kerül a hírhedt Pantera maffiával, akik egy hatalmas rablást terveznek a világ legnagyobb gyémánttőzsdéje ellen.

## Szereplők
| Szereplő                     | Színész            | Magyar hang        |
| ---------------------------- | ------------------ | ------------------ |
| Nicholas "Nagy Nick" O'Brien | Gerard Butler      | Kőszegi Ákos       |
| Donnie Wilson                | O’Shea Jackson Jr. | Szabó Győző        |
| Jovanna                      | Evin Ahmad         | Pálmai Anna        |
| Slavko                       | Salvatore Esposito | Olt Tamás          |
| Holly                        | Meadow Williams    | Nádorfi Krisztina  |
| Milan Lovren                 | Swen Temmel        | Lovas Dániel       |
| Connor                       | Michael Bisping    | Pásztor Tibor      |
| Dragan                       | Orli Shuka         | Fehér Péter        |
| Florentin                    | Cristian Solimeno  | Kőrösi András      |
| Chava                        | Nazmiye Oral       | Náray Erika        |
| Hugo                         | Yasen Zates Atour  | Kis Horváth Zoltán |
| Moussa                       | Giuseppe Schillaci |                    |
| Volko                        | Dino Kelly         | Fehérvári Péter    |
| Vigo                         | Rico Verhoeven     | Szrapkó Nándor     |
| Mirinko                      | Velibor Topic      | Weigert Viktor     |
| Tamy                         | Antonio Bustorff   |                    |
| Pape                         | Ciryl Gane         |                    |

### Magyar változat
- Magyar szöveg: Petőcz István
- Hangmérnök és vágó: Szabó Miklós
- Gyártásvezető: Boskó Andrea
- Szinkronrendező: Kosztola Tibor
- Produkciós vezető: Jávor Barbara

A szinkront a Dub 4 Stúdió készítette.

## A film készítése
A Gengszterzsaruk 2018-as bemutatója után megkezdődtek a folytatás fejlesztési munkálatai. Christian Gudegast visszatér rendezőként és íróként, valamint Gerard Butler és O’Shea Jackson Jr. is. A film forgatását eredetileg 2022-re tervezték.
A forgatások 2023 áprilisától júliusig zajlottak az Egyesült Királyságban és a Kanári-szigeteken. A produkció során Santa Cruz de Tenerife főutcáin több helyszínt is átalakítottak a forgatáshoz: például építettek egy rendőrkapitányságot és egy ékszerboltot, valamint egy helyi bárt francia stílusúvá alakítottak.